# 沙维尼-巴约勒
沙维尼-巴约勒（法語：Chavigny-Bailleul，法語發音：[ʃaviɲi bajœl]）是法国厄尔省的一个市镇，属于埃夫勒区。该市镇于1845年由原市镇沙维尼（Chavigny）和巴约勒（Bailleul）合并而成。

## 地理
沙维尼-巴约勒（48°52'35"N, 1°12'9"E）面积18.42 平方千米，位于法国诺曼底大区厄尔省，该省份为法国北部内陆省份，北起滨海塞纳省，西接奧恩省和卡爾瓦多斯省，南至厄尔-卢瓦省，东临瓦兹省、瓦兹河谷省和伊夫林省。
与沙维尼-巴约勒接壤的市镇（或旧市镇、城区）包括：莱索蒂约、库德尔、瑞梅勒、穆瓦维尔、伊通河畔梅尼勒、尚布瓦。

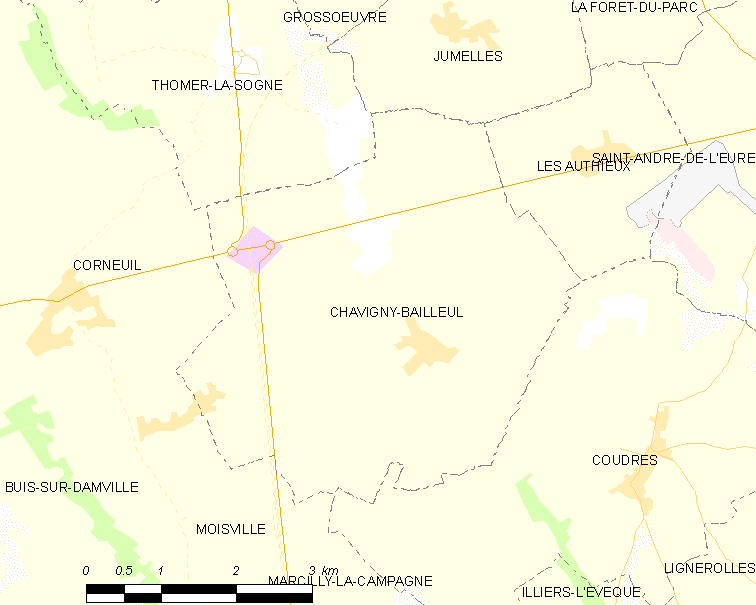
沙维尼-巴约勒的OSM定位图

沙维尼-巴约勒的时区为UTC+01:00、UTC+02:00（夏令时）。

## 行政
沙维尼-巴约勒的邮政编码为27220，INSEE市镇编码为27154。

## 政治
沙维尼-巴约勒所属的省级选区为圣安德烈德勒尔县。

## 人口

1962-2008年间沙维尼-巴约勒人口变化图示

沙维尼-巴约勒于2022年1月1日时的人口数量为580人。